# Newton (Illinois)
Newton – miasto w Stanach Zjednoczonych, w stanie Illinois, siedziba administracyjna hrabstwa Jasper.